# Christiane Becker
Christiane Louise Amalie Becker, född Neumann, född den 15 december 1778 i Crossen an der Oder, Brandenburg, död den 22 september 1797, var en tysk skådespelerska, dotter till en teaterförfattare och skådespelare.
Becker engagerades trettonårig vid hovteatern i Weimar och var redan i sitt femtonde år dess främsta älskarinna i sorg- och lustspelet. 
Av hovet samt av skalderna Goethe, Schiller och Wieland var hon mycket uppburen. 1793 ingick hon äktenskap med en komiker Becker, men dog redan i sitt tjugonde år. 
Goethe firade hennes minne i elegien Euphrosyne. Hennes förnämsta roller var Emilia Galotti, Ofelia, Amalie i Die räuber och Luise i Kabale und liebe. 
Hon står som en av de mest poetiska företeelserna i tyska teaterhistorien. I Weimars park är en minnesvård över henne rest.